# Lajla Përnaska
Lajla Përnaska, född den 14 juni 1961 i Tirana i Albanien, är en albansk läkare och politiker, ledamot av Albaniens parlament.